# NGC 1965
NGC 1965 je emisijska maglica s otvorenim skupom u zviježđu Zlatnoj ribi. 

## Vanjske poveznice
- SEDS: NGC 1965